# جشن نوروز رودها

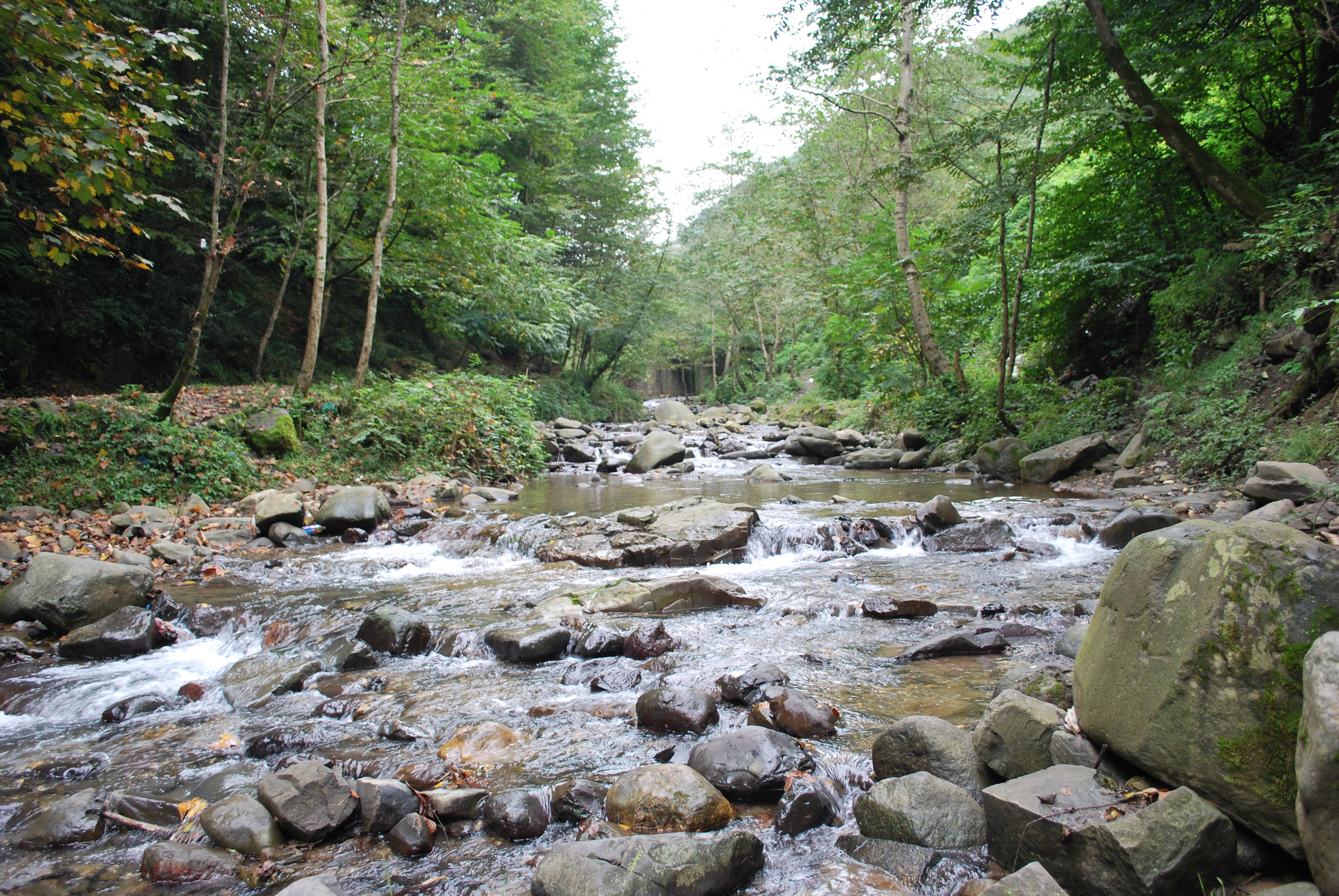
نوروز رودها، روز لایروبی و پاکسازی رودخانه‌ها، کاریزها و چشمه‌ها

جشن نوروز رودها یا (فروردین روز) یکی از آیین‌های باستانی و جشن‌های ایرانی است که طبق سنت‌ها و آیین‌های ایران باستان نامگذاری شده.
در این جشن ایرانی که در فروردین روز اسفند ماه که امروزه مطابق با سیزدهم اسفند ماه مصادف با ۱۹ نوزدهم اسفند ماه در تقویم اصلی ایرانیان زرتشتی می‌باشد(باید دقت کرد که در تقویم ایرانیان همه ماه های سال سی روزه بوده اند و پنج روز آخر سال جداگانه نام گذاری شده است بنابراین فروردین روز در اسفند ماه سیزدهم این ماه است فقط در صورتی که ماه ها را سی روزه محاسبه کنیم یعنی مانند تقویم قدیم، نوزدهم اسفند ماه فروردین روز می شود.نتیجه اینکه این آیین در تقویم فعلی مطابق سیزدهم اسفند ماه می باشد.اهمیت دارد که جشن ها در روز خود برگزار شود) ؛ ایرانیان به لایروبی و پاکسازی رودخانه‌ها، کاریزها و چشمه‌ها می‌پردازند؛ این جشن همراه با پاشیدن عطر و گلاب به روی و اطراف رودخانه‌ها همراه است. که نمایانگر توجه اقوام ایرانی به زیبایی و سلامت محیط زیست است. در نوروز رودها مردم به کنار رودها، نهرها و چشمه‌ها رفته بعد از لایروبی و پاکسازی به رقص و پایکوبی می‌پرداختند و مواد خوشبو، گل‌های زیبا و گلاب را به آب می‌ریختند و با این مراسم از رودها بخاطر دوباره جاری شدن قدردانی می‌نمودند و آنها را برای فرارسیدن بهار آماده می‌نمودند.
بیرونی در رابطه با نوروز رودها می‌نویسد:
«روز ۱۹سپندارمٍث را به نام «انهار و میاه جاری» جشن می‌گرفتند و آن موقعی بود که آب در رودخانه‌ها جاری می‌شد و گلها شکوفه می‌کردند و فضا عطر افشان می‌شد. در این روز مردم به دشت و صحرا و جاهایی که جویهای روان و چشمه سارها بوده می‌رفتند و طیّ مراسم وتشریفاتی گلاب و عطر در آب می‌ریختند.»